# 파나마 의옥

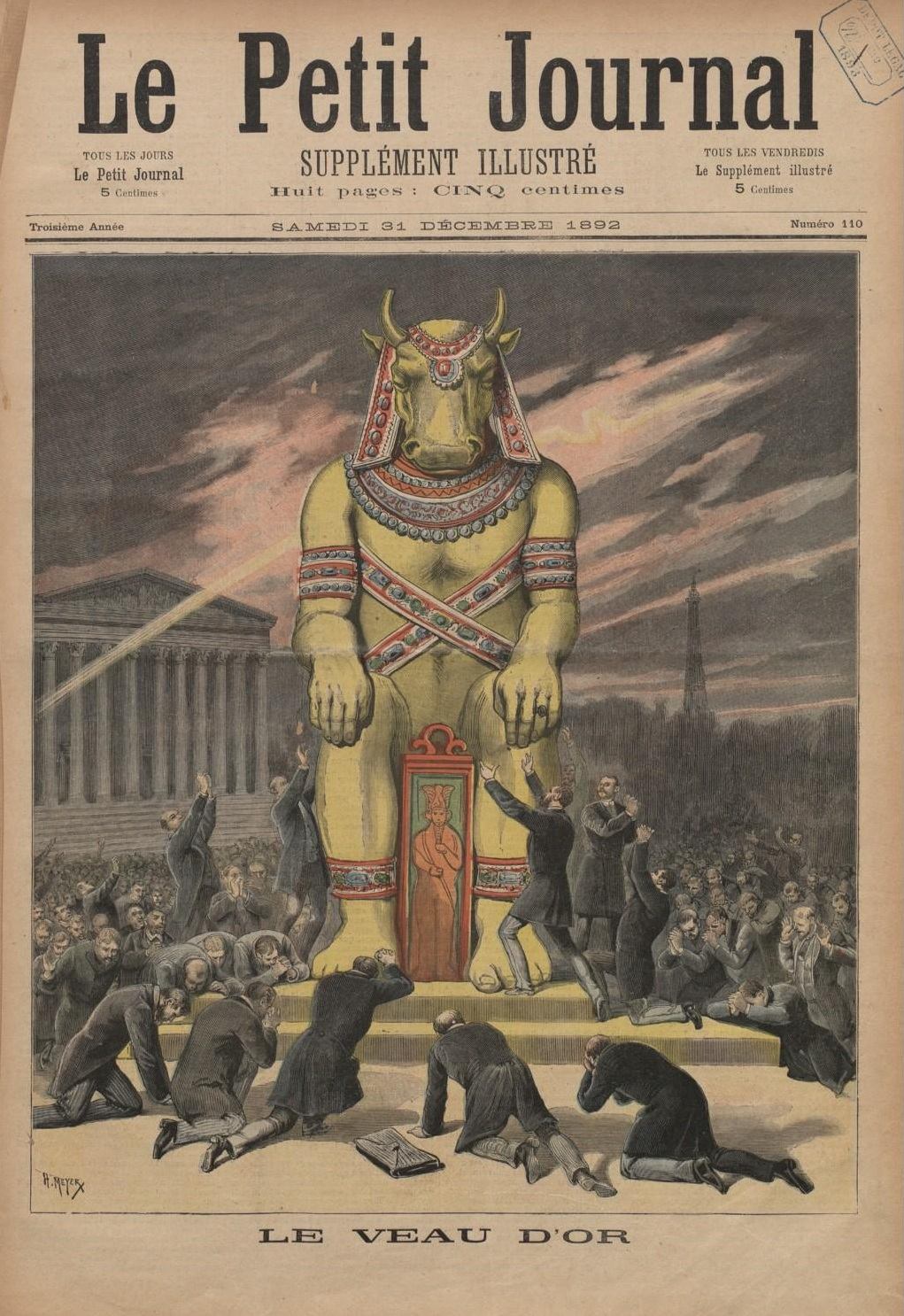
르 프티 주르날의 만평.

파나마 의옥(프랑스어: Scandale de Panama)은 1892년 프랑스 제3공화국에서 일어난 초대형 정경유착 추문 사건이다. 19세기 역사상 최대 규모의 뇌물비리 사건이었다.
파나마 운하 개발공사가 파산에 가까운 재정난을 겪고 있음을 은폐하는 대가로 510명의 국회의원이 뇌물을 받았다는 의혹이 제기되었고, 장 조레스가 판무한 조사위원회에서 의원 104명에 대한 혐의를 확증했다. 이후 프랑스는 파나마 운하 개발권을 미국에 매각하였다.